# Eliza Lynn Linton
Eliza Lynn Linton, née le 10 février 1822 et morte le 14 juillet 1898, a été la première femme journaliste salariée en Grande-Bretagne et l'auteur de plus de 20 romans. Malgré son rôle de pionnière en tant que femme indépendante, nombre de ses essais ont pris une forte tournure antiféministe.

## Biographie
Linton est née à Keswick, dans le comté de Cumbria en Angleterre. Elle est la plus jeune des douze enfants du révérend James Lynn, vicaire de Crosthwaite, et de sa femme Charlotte, fille d'un évêque de Carlisle. La mort de sa mère alors qu'Eliza n'avait que cinq mois lui a valu une éducation chaotique, au cours de laquelle elle a été largement autodidacte, mais en 1845, elle a quitté la maison pour gagner sa vie en tant qu'écrivain à Londres.
Après s'être installée à Paris, elle épouse en 1858 William James Linton, un éminent graveur sur bois, qui est aussi un poète de renom, un écrivain sur son métier et un agitateur chartiste. Elle a emménagé dans sa maison délabrée de Brantwood, dans le Lake District, avec les sept enfants qu'elle a eu d'un précédent mariage, et y écrit un roman dont l'action se déroule dans la région : Lizzie Lorton of Greyrigg. Le couple a également vécu pendant plusieurs années à Gang Moor, en bordure de Hampstead Heath. En 1867, ils se séparent à l'amiable, son mari partant en Amérique et Eliza reprenant sa vie d'écrivaine londonienne.
En 1889, Linton retourne brièvement dans la région de Cumbria où elle a passé son enfance et se sent "à moitié dans un rêve ici. C'est Keswick et pourtant ce n'est pas Keswick, comme je suis Eliza Lynn et pourtant ce n'est pas Eliza Lynn". Elle vivait habituellement à Londres jusqu'à environ trois ans avant sa mort, date à laquelle elle s'est retirée à Brougham House, Malvern. Elle est décédée à Queen Anne's Mansions, à Londres, le 14 juillet 1898. Ses cendres ont été dispersées dans le cimetière de Crosthwaite,.

## Carrière
Linton est arrivé à Londres en 1845 en tant que protégé du romancier William Harrison Ainsworth et du poète Walter Savage Landor. Il fut un temps où elle était promue par Theodosia Monson, qui était une championne des droits de la femme. En 1846, elle publie son premier roman : Azeth, the Egyptian, suivi d'Amymore (1848) et de Realities (1851). Aucun de ces romans n'a connu un grand succès. Entre-temps, elle commence à travailler comme journaliste et fait la connaissance de George Eliot. Linton a rejoint l'équipe du Morning Chronicle en 1849, un poste qui aurait fait d'elle la première femme à être rémunérée en tant que journaliste. Elle quitte le journal en 1851 à la suite d'un désaccord.
Pendant son séjour à Paris, Linton était correspondante pour The Leader, que son mari avait aidé à fonder. Elle contribue régulièrement au Household Words de Charles Dickens, à la St James's Gazette, au Daily News, à l'Ainsworth's Magazine, au Cornhill Magazine et à d'autres journaux de premier plan. La prolifique Linton est devenue l'une des collaboratrices de périodiques les plus connues de son époque. Son guide de 1864 sur The Lake Country mérite toujours d'être lu pour ses commentaires acerbes sur les rituels touristiques de l'époque victorienne.
En 1881 et 1883, elle se rend à Palerme, où elle rencontre Tina Whitaker et l'encourage à écrire.
Après s'être séparée de son mari, Linton s'est remise à écrire des romans, dans lesquels elle a finalement atteint une grande popularité. Ses œuvres les plus réussies sont The True History of Joshua Davidson (1872), Patricia Kemball (1874) et The Autobiography of Christopher Kirkland (1885), cette dernière étant en fait une autobiographie à peine déguisée. En 1896, elle est l'une des premières femmes à être élue à la Society of Authors et la première femme à siéger au comité de la société.

## Points de vue
Linton est une critique sévère des débuts du féminisme. Son principal essai sur le sujet, "The Girl of the Period", paru dans la Saturday Review en 1868, est une attaque véhémente. En 1891, elle écrit "Wild Women as Politicians", expliquant son point de vue selon lequel la politique est naturellement la sphère des hommes, tout comme la célébrité sous toutes ses formes. "Parmi nos femmes les plus célèbres," écrit-elle, "certaines disent de tout leur cœur qu'elles auraient préféré être l'épouse d'un grand homme ou la mère d'un héros, plutôt que ce que je suis, célèbre dans ma propre personne.". Linton illustre la manière dont la lutte contre le vote des femmes n'a pas été organisée uniquement par les hommes.
Sa nécrologie publiée dans The Times fait état de son "animosité à l'égard de toutes, ou plutôt de certaines de ces facettes que l'on peut commodément appeler 'La Nouvelle Femme' (New Woman en anglais)", mais ajoute "qu'il serait peut-être difficile de réduire les opinions de Mme Lynn Linton sur ce qui était et ce qui n'était pas souhaitable pour son propre sexe à une forme logique et cohérente.". Les critiques révisionnistes ont noté une sympathie inconsciente pour les "femmes modernes" fringantes de sa fiction et pour son soutien au droit des femmes mariées de posséder des biens et d'acquérir ainsi une plus grande indépendance (voir Loi sur la propriété des femmes mariées (1882)).
Dans sa contribution à un symposium sur la fiction anglaise en 1890, Linton adopte une position moins agressive à l'égard du "grundyisme" que son collègue Thomas Hardy.

## Ouvrages
- Azeth, The Egyptian, T.C. Newby, 1847
- Amymone: A Romance in the Days of Pericles, Vol. 2, Vol. 3, Richard Bentley, 1848
- Realities: A Tale, Saunders and Otley, 1851
- Witch Stories, Chapman & Hall, 1861
- The Lake Country, Smith, Elder and Company, 1864
- Grasp Your Nettle, Vol. 2, Vol. 3, Smith, Elder & Co., 1865
- Lizzie Lorton of Greyrigg: A Novel, Harper & Brothers, 1866
- Sowing the Wind, Vol. 2, Vol. 3, Tinsley Brothers 1867
- "Clementina Kinniside," The Galaxy 5, January/July 1868
- The True History of Joshua Davidson, Christian and Communist, J. B. Lippincott, 1873 [1st publication, Strahan & Company, 1872]
- Patricia Kemball, J. B. Lippincott & Co., 1875
- The Mad Willoughbys and other Tales, 1875
- The Atonement of Leam Dundas, J. B. Lippincott & Co., 1876
- From Dreams to Waking, Harper & Bros, 1877
- The World Well Lost, Vol. 2, Chatto & Windus, 1877
- Under which Lord?, Vol. 2, Vol. 3, Chatto & Windus, 1879
- "At Night in a Hospital," Belgravia, July 1879
- The Rebel of the Family, Vol. 2, Chatto & Windus, 1880
- With a Silken Thread and other Stories, Chatto & Windus, 1880
- My Love!, Chatto & Windus, 1881
- Ione, Chatto and Windus, 1883
- The Girl of the Period and Other Social Essays, Vol. 2, Richard Bentley & Son, 1883
- Ourselves: Essays on Women, Chatto & Windus, 1884
- The Autobiography of Christopher Kirkland, Vol. 2, Vol. 3, R. Bentley, 1885
- Stabbed in the Dark, F. V. White & Co., 1885
- "A Protest and a Plea," The Order of Creation: The Conflict Between Genesis and Geology, The Truth Seeker Company, 1885
- Rift in the Lute, Simpkin, 1885
- Paston Carew, Millionaire and Miser: A Novel, Bentley, 1886
- Through the Long Night, Hurst & Blackett Limited, 1889
- About Ireland, Methuen & Co., 1890
- An Octave of Friends, with other Silhouettes and Stories, Ward & Downey, 1891
- About Ulster, Methuen & Co., 1892
- The One too Many, F. Tennyson Neely, 1894
- In Haste and at Leisure, Merriam Co., 1895
- Dulcie Everton, Vol. 2, Chatto & Windus, 1896
- 'Twixt Cup & Lip. Etc, Digby, Long & Co., 1896
- My Literary Life, Hodder and Stroughton, 1899
- The Second Youth of Theodora Desanges, Hutchinson & Co., 1900
- The Fate of Madame Cabanel, n.d.
- The Witches of Scotland, n.d.